# One Kansas City Place
O One Kansas City Place é um arranha-céu de 42 andares e é, atualmente, o prédio mais alto do estado americano de Missouri. Está localizado no centro de Kansas City, Missouri, delimitado pela 12th Street ao norte, pela Baltimore Avenue a oeste e pela Main Street ao leste. Construído em 1988, o edifício de 189,9 m/623 pés foi projetado pela Patty Berkebile Nelson e Immenschuh ultrapassou o Town Pavilion como o edifício mais alto da cidade.
O One Kansas City Place foi projetado para ser uma versão dos anos 80 do famoso edifício Art Déco de 30 andares de Kansas City, o Kansas City City Hall, localizado cinco quarteirões a leste da Main na 12th Street.

## História

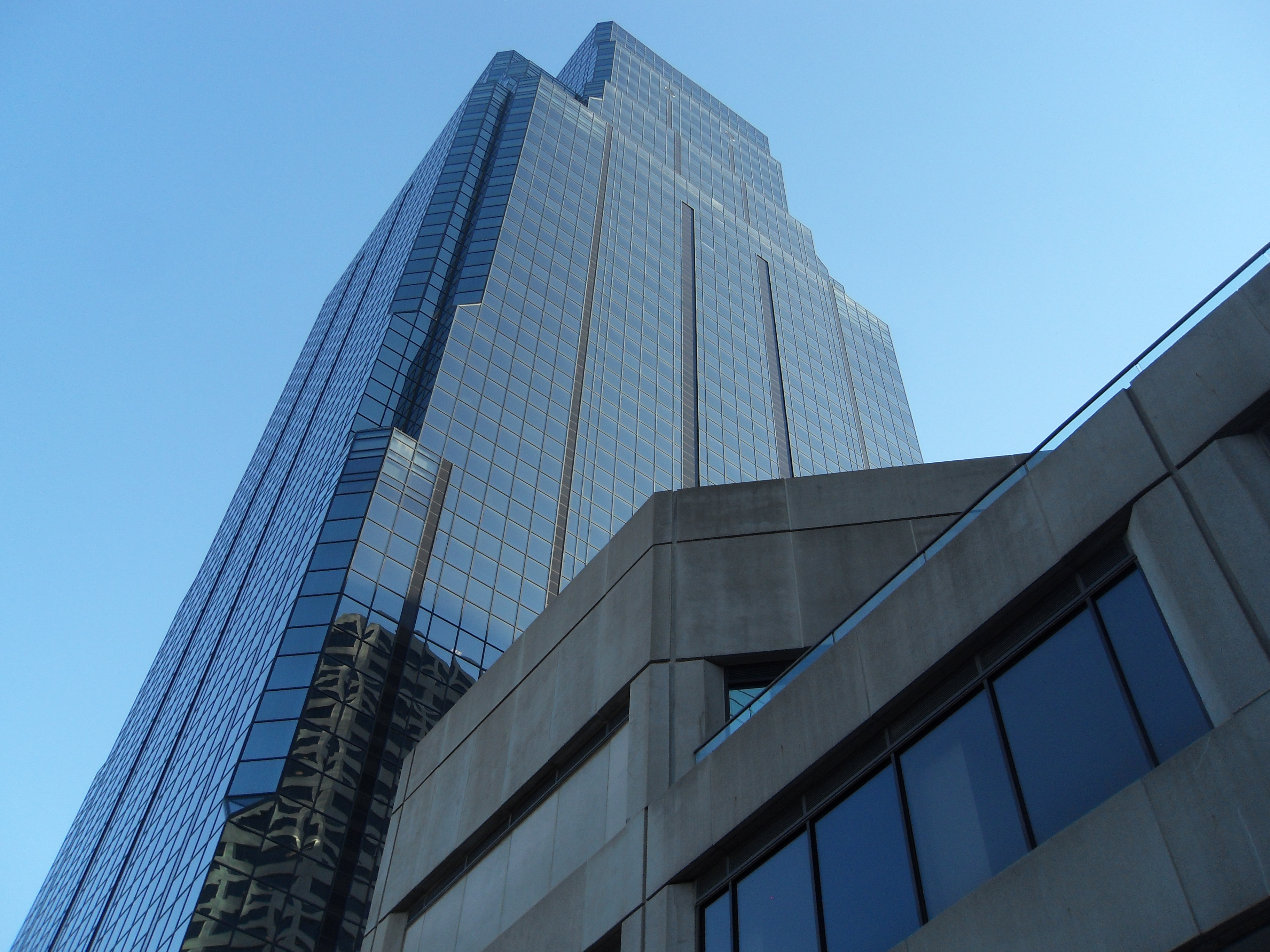
One Kansas City Place visto da Main Street.

O One Kansas City Place foi construído como a primeira parte de um projeto muito maior chamado Kansas City Place, que nunca foi concluído. O projeto deveria incluir moradias, torres de escritórios e torres residenciais/hoteleiras. O projeto Kansas City Place foi originalmente proposto durante o boom imobiliário da década de 1980. O plano foi desenvolvido por Frank Morgan e seu tio Sherman Dreiseszun, que já havia construído o Town Pavilion, concluído em 1986.
A torre foi proposta para a área South Loop (So-Lo) ao sul do distrito comercial central do centro da cidade. O projeto incluiu uma infinidade de arranha-céus com usos que vão desde escritórios a hotéis e edifícios residenciais. Afirmações infundadas sustentam que uma das principais causas do fracasso do projeto em atingir sua estatura total foram as reclamações dos moradores, alegando que isso arruinaria o horizonte de Kansas City, que permaneceu praticamente inalterado por 30 anos.
O One Kansas City Place deveria ser o terceiro mais alto de várias torres construídas, embora seja o mais alto que foi realmente construído. Hoje, é um dos edifícios mais conhecidos no horizonte de Kansas City.
Morgan e Dreiseszun (operando como MD Management) veriam alguns de seus bancos falir na esteira do projeto na crise de poupança e empréstimo . Eles seriam indiciados por acusações federais de fraude em licitações para obter contratos governamentais. Morgan morreria em 1993 e Dreiseszun se declararia culpado de uma acusação de contravenção e pagaria uma multa de US $ 375.000.

## Iluminação
Nos quatro lados do topo, o One Kansas City Place brilha à noite com luzes vermelhas, brancas e azuis. Ao longo do ano, as cores mudam para vermelho e amarelo para jogos importantes do Kansas City Chiefs, azul e branco para jogos importantes do Kansas City Royals, vermelho para Dia dos Namorados, verde para Dia de São Patrício, rosa para o Mês de Conscientização do Câncer de Mama (outubro), e vermelho e verde para o Natal.

## Inquilinos
Bank of America mantém uma grande agência no lobby inferior do edifício. Os maiores inquilinos do edifício são Ernst & Young, uma firma de contabilidade, e Bryan Cave, uma firma de advocacia com sede em St. Louis. A Karbank Real Estate Company, uma importante empresa de corretagem e desenvolvimento industrial, ocupa o 39º andar. A Great Plains Energy e a subsidiária Kansas City Power & Light Co. ocuparam um espaço no prédio em 2009. Os inquilinos recebem segurança da EHI por meio da Securitas AB.